# Niskasaari (ö i Lappland, Östra Lappland, lat 66,32, long 27,71)
Niskasaari är en ö i Finland. Den ligger i sjön Sunijärvi och i kommunen Posio i den ekonomiska regionen  Östra Lapplands ekonomiska region  och landskapet Lappland, i den norra delen av landet, 700 km norr om huvudstaden Helsingfors. Öns area är 14,7 hektar och dess största längd är 0,8 kilometer i öst-västlig riktning.